# Gare de Tracy - Sancerre
Gare de Tracy - Sancerre vasútállomás Franciaországban, Tracy-sur-Loire településen.

## Vasútvonalak
Az állomást az alábbi vasútvonalak érintik:
- Moret–Lyon-vasútvonal

## Kapcsolódó állomások
A vasútállomáshoz az alábbi állomások vannak a legközelebb:
- Gare de Pouilly-sur-Loire (Lyon-Perrache pályaudvar)
- Gare de Cosne-sur-Loire (Gare de Moret - Veneux-les-Sablons)